# 劉華 (崇禎進士)
劉華（？年—？年），號剑斗，山东青州府莒州人。明末政治人物。

## 生平
天啓元年（1621年）辛酉科山东乡试舉人，崇祯四年（1631年）成辛未科进士，都察院观政，五年授元氏县知县。善文章，以老病去职。